# Barbara Corcoran
 (avril 2020).
Si vous disposez d'ouvrages ou d'articles de référence ou si vous connaissez des sites web de qualité traitant du thème abordé ici, merci de compléter l'article en donnant les références utiles à sa vérifiabilité et en les liant à la section « Notes et références ».
Barbara Ann Corcoran, née le 10 mars 1949 à Edgewater, (New Jersey, États-Unis), est une femme d'affaires, investisseur, auteure et personnalité de télévision américaine.

## Biographie
Corcoran est née à Edgewater, New Jersey, dans une famille catholique irlandaise. Elle est la deuxième de dix enfants. Elle a fréquenté une école primaire catholique locale, puis le lycée St. Cecilia à Englewood.
Elle a obtenu un diplôme en éducation du St. Thomas Aquinas College à Sparkill, New York en 1971.

## Carrière
Après avoir obtenu son diplôme, elle a enseigné pendant un an, mais elle a rapidement effectué divers emplois, dont un emploi secondaire consistant à louer des appartements à New York. Alors qu'elle était serveuse, son petit ami l'a convaincue de travailler pour une société immobilière. Elle voulait être son propre patron et, en 1973, alors qu'elle travaillait comme réceptionniste pour la société immobilière des frères Giffuni à New York, elle a cofondé avec son petit ami l'agence immobilière Corcoran-Simonè. Elle s'est séparée de son petit ami 7 ans plus tard, ce dernier lui ayant annoncé qu'il allait épouser sa secrétaire. Barbara a alors créé sa propre entreprise, The Corcoran Group.